# Swistbachaue
Das Naturschutzgebiet Swistbachaue liegt im Landkreis Ahrweiler in Rheinland-Pfalz.
Das etwa 20 ha große Gebiet, das im Jahr 1986 unter Naturschutz gestellt wurde, erstreckt sich nördlich des Ortsbezirks Eckendorf der Gemeinde Grafschaft entlang des Swistbaches. Direkt am südlichen Rand und unweit östlich des Gebietes verläuft die Kreisstraße 36. Am nördlichen und teilweise am östlichen Rand verläuft die Landesgrenze zu Nordrhein-Westfalen. Westlich verläuft die A 565 und südlich die A 61.
Schutzzweck ist die Erhaltung der Bachaue mit ihren Feuchtwiesen als Lebensraum seltener in ihrem Bestand bedrohter wildwachsender Pflanzen und wildlebender Tiere.